# Tortyra caracasiae
Tortyra caracasiae is een vlinder uit de familie van de glittermotten (Choreutidae). De wetenschappelijke naam van de soort is voor het eerst geldig gepubliceerd in 1956-1957 door Amsel.